# Vikingarock
Vikingarock är en form av rockmusik där texterna och marknadsföringen anknyter till vikingatiden och annat nordiskt och fornnordiskt. Genren har kommit att stå för allt från band som är kraftigt influerade av folkmusik till långsam rock och/eller metal. Genren har i många fall presenterats med en nationalistisk prägel.
Många av de kända banden, som Ultima Thule, kommer från Sverige men det finns också kända band från övriga Norden och genren har ändå haft ett visst internationellt inflytande.
Album av Ultima Thule har givits ut på deras eget skivbolag Ultima Thule Records. Brukar även förknippas med nationalism.

## Kända band, i urval
- Hel
- Karolinerna
- Midgårds söner
- Nidhöggs Vrede
- Njord
- Odins Änglar
- Röde Orm
- Massive Viking
- Ultima Thule
- Väringarna
- Völund Smed
- Enhärjarna
- Mjölner